# Chikka Hagade, Anekal
Chikka Hagade là một làng thuộc tehsil Anekal, huyện Bangalore Urban, bang Karnataka, Ấn Độ.